# Château-Landon
Château-Landon ist eine französische Gemeinde mit 3150 Einwohnern (Stand 1. Januar 2022) im Département Seine-et-Marne in der Region Île-de-France. Sie gehört zum Arrondissement Fontainebleau und ist Verwaltungssitz des Kantons Nemours. Die Stadt liegt am Ufer des Flusses Fusain.

## Geschichte
Etwa 20 prähistorische Fundstätten, in denen Werkzeuge aus dem Neolithikum entdeckt wurden, erlauben, die erste Besiedlung der Gegend in dieser Zeit zu sehen.
Die Gallier bauten auf einem Felssporn ein Dorf, das 52 v. Chr. von Caesar im Gallischen Krieg belagert wurde.
Im Jahr 506 starb hier auf der Rückreise von Lutetia, wo er den König Chlodwig I. geheilt hatte, der heilige Severin. Eine nach ihm benannte Abtei wurde später hier errichtet, wodurch die Stadt zum Ziel jährlicher Pilgerfahrten wurde. Der Ort gehörte im Mittelalter zum pagus Wastinensis (der lateinische Name für das Gâtinais), dessen Hauptstadt Château-Landon wurde.
Die Dynastie Anjou-Plantagenet stammt aus Château-Landon: deren Stammvater Geoffroy Ferréol residierte hier, sein Sohn Fulko IV. von Anjou wurde hier geboren.
Im Jahr 1068 wurde das Gâtinais und damit auch Château-Landon in die Domaine royal eingegliedert. Der Ort gelangte zu Wohlstand, nicht zuletzt aufgrund der wichtigen Märkte und Messen, die hier abgehalten wurden. Drei Kirchen, drei Klöster und die Priorei Saint-André belegen den Reichtum der Stadt ab dem 12. Jahrhundert. Das Ende des Mittelalters und die Religionskriege führten zur Entvölkerung der Stadt.

## Sehenswürdigkeiten

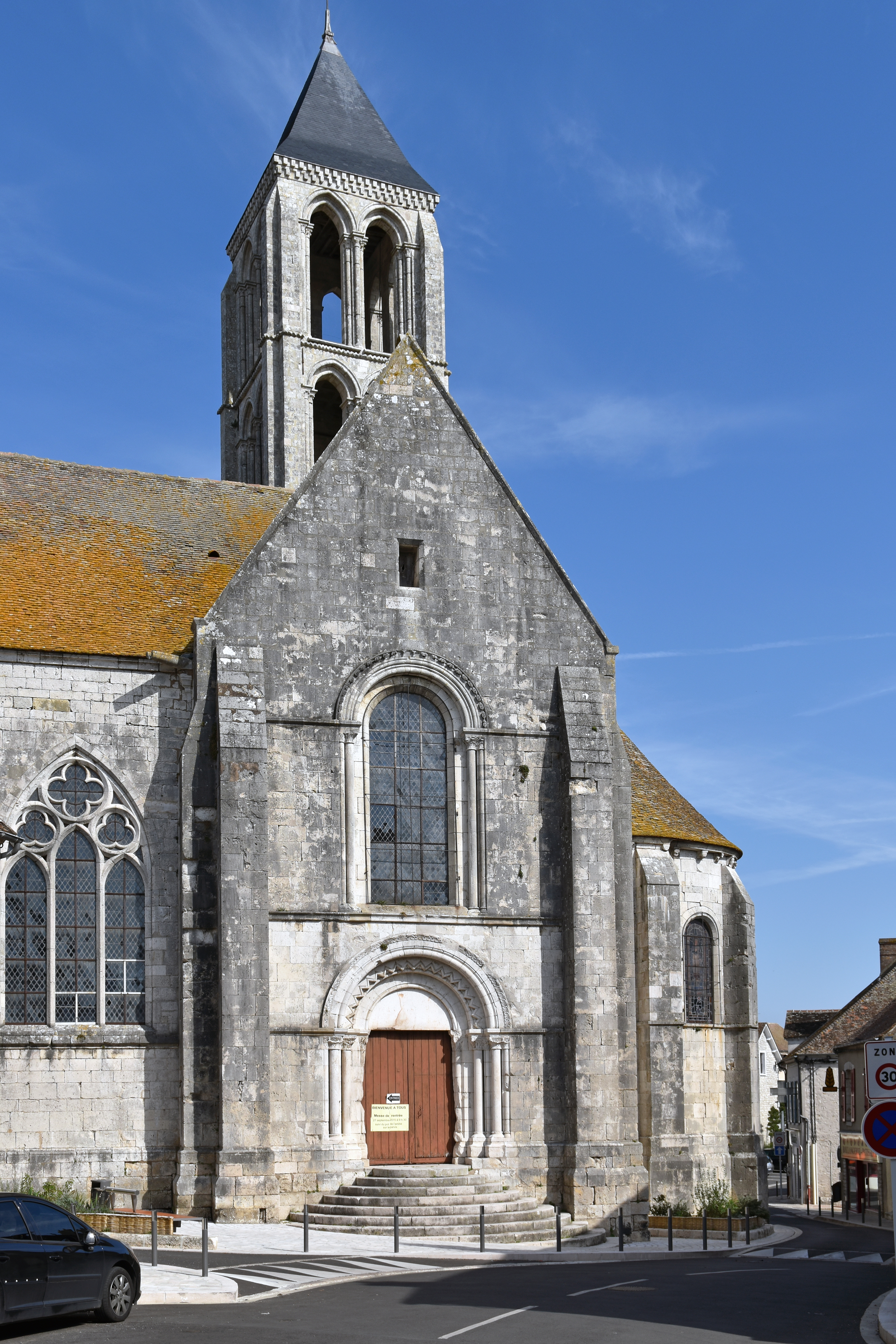
Kirche Notre-Dame

Siehe auch: Liste der Monuments historiques in Château-Landon
- Kirche Notre-Dame, 12. und 13. Jahrhundert, deren 57 Meter hoher Turm die Umgebung überragt. Dieses Bauwerk mischt den karolingischen, romanischen und gotischen Baustil. Der Glockenturm ist einzigartig in der Region: je höher man blickt, umso größer erscheinen die Fenster. Die Turmuhr verschwand während des Orkans Lothar (26. Dezember 1999) und wurde bei der folgenden Generalsanierung des Turms nicht ersetzt.
- Das Hôtel-Dieu war die Unterkunft der Pilger und Kranken
- Waschhäuser

## Persönlichkeiten
- Arthur Chaussy (1880–1945), Politiker und Résistant

## Städtepartnerschaften
- Hirschhorn (Deutschland)